# Podhum (ort i Bosnien och Hercegovina)
Podhum är en ort i Bosnien och Hercegovina.   Den ligger i entiteten Federationen Bosnien och Hercegovina, i den sydvästra delen av landet, 110 km väster om huvudstaden Sarajevo. Podhum ligger 730 meter över havet och antalet invånare är 5 801.
Terrängen runt Podhum är huvudsakligen kuperad, men västerut är den bergig. Närmaste större samhälle är Livno, 11,6 km norr om Podhum. 
Runt Podhum är det ganska tätbefolkat, med 93 invånare per kvadratkilometer.